# Linux Journal
Linux Journal je americký anglickojazyčný elektronický měsíčník zaměřený na Linux a linuxové distribuce a do jisté míry i obecněji na otevřený a svobodný software.

## Dějiny
Linux Journal je nejstarším linuxovým časopisem (druhým v pořadí je Linux-Magazin). První číslo vydali Phil Hughes a Bob Young (spoluzakladatel Red Hatu) v březnu 1994 a jeho hlavním článkem byl rozhovor s hlavním autorem Linuxu Linusem Torvaldsem.
V papírové podobě vycházel časopis až do srpna 2011 (208. číslo), pak přešel na čistě digitální distribuci.
Začátkem července 2014 vyšlo najevo, že americká Národní bezpečnostní agentura sledovala programem XKeyscore mimo jiné i čtenáře časopisu Linux Journal.
V roce 2017 oznámil Linux Journal 1. prosince, že skončí, neboť vydavateli došly peníze a zaměstnancům dlužil několik měsíců výplat. Následně bylo 1. ledna 2018 oznámeno, že časopis odkoupila společnost Private Internet Access a časopis tedy bude vycházet dál.
V roce 2019 oznámil Linux Journal opět ukončení vydávání, kdy vyšlo poslední číslo 7. srpna.
V září 2020 bylo vydávání obnoveno pod společností Slashdot Media provozující také weby Slashdot a SourceForge.